# کوشلا (آلاباما)
کوشلا (به انگلیسی: Kushla) یک منطقهٔ مسکونی در ایالات متحده آمریکا است که در شهرستان موبایل، آلاباما واقع شده‌است. کوشلا ۱۸٫۹ متر بالاتر از سطح دریا واقع شده‌است.